# Murat Kozan
Murat Kozan, né le 25 juillet 1993, à Créteil, en France, est un joueur français de basket-ball. Il évolue au poste de pivot.